# ذا هيلز
ذا هيلز (بالإنجليزية: The Hills)‏ هو برنامج تلفزيوني من قناة MTV عرض لأول مرة في 31 مايو 2006. البرنامج من نوع تلفزيون الواقع، يتبع حياة عدد من الشباب البالغين يعيشون في لوس أنجلوس، كاليفورنيا. إنترتيمنت ويكلي وضعت ذا هيلز في المركز 82 في قائمتهم "أفضل 100 مبرنامج في آخر 25 سنة"، مشيرة أن البرنامج مان "كلاسيكي جديد (New Classic)"".

## روابط خارجية
- ذا هيلز على موقع IMDb (الإنجليزية)
- ذا هيلز على موقع ميتاكريتيك (الإنجليزية)
- ذا هيلز على موقع كينوبويسك (الروسية)
- ذا هيلز على موقع قاعدة بيانات الفيلم (الإنجليزية)